# إريك ويفر
إريك ويفر (بالإنجليزية: Eric Weaver)‏ هو لاعب كرة قاعدة أمريكي، ولد في 4 أغسطس 1973 في سبرينغفيلد في الولايات المتحدة.

## وصلات خارجية
- إريك ويفر على موقعبيزبول رفرنس.كوم (الدوري الرئيسي) (الإنجليزية)
- إريك ويفر على موقعبيزبول رفرنس.كوم (الدوري الثانوي) (الإنجليزية)
- إريك ويفر على موقع مشجعي الرسوم البيانية (الإنجليزية)